# Banco Santander
Banco Santander (do 2007 r. – Banco Santander Central Hispano) – największy bank w Hiszpanii. Główny bank w grupie Grupo Santander. Jak sugeruje nazwa, spółka wywodzi się z hiszpańskiego miasta Santander.
Od 2000 roku grupa rozwija się dynamicznie dzięki przejęciom. Obecnie działa w Europie, Ameryce Północnej, Ameryce Południowej i Azji. Grupa często zmienia nazwę spółek, które przejmuje, na Santander (tak było np. w przypadku przejętego w 2004 roku brytyjskiego banku Abbey National).
Od 2003 roku działa w Polsce, pod nazwą Santander Consumer Bank. Do grupy Santander należy również Santander Bank Polska (do 2018 roku Bank Zachodni WBK).
W 2018 był drugim bankiem w strefie euro i dwunastym na świecie pod względem kapitalizacji (30.04.2018). Obsługiwał w 2006 66 mln klientów w 43 krajach. Notowany w ramach indeksu giełdowego Euro Stoxx 50. W 2017 znalazł się na 33. miejscu listy największych spółek publicznych świata Forbes Global 2000. Od 2014 notowany na Giełdzie Papierów Wartościowych w Warszawie.

## Historia

### Powstanie
Banco Santander został założony w 1857 r. W 1999 r. połączył się z Banco Central Hispano, który sam powstał w wyniku fuzji Banco Central i Banco Hispanoamericano w 1991 r. Połączenie to miało być fuzją dwóch równorzędnych instytucji. Plan zakładał, że dyrektorzy obu spółek podzielą się kontrolą nad nowym bankiem, który otrzymał nazwę Banco Santander Central Hispano (BSCH). Wkrótce po zawarciu transakcji dawne kierownictwo BCH oskarżyło jednak Emilio Botína, Przewodniczącego Banco Santander, o forsowanie swoich interesów i zagroziło mu podjęciem kroków prawnych. Ostatecznie byli dyrektorzy BCH, Jose Amusátegui i Angel Corcóstegui, zgodzili się ustąpić ze stanowisk po otrzymaniu odpraw i przekazać Botínowi pełną kontrolę nad nowo utworzonym bankiem. Wysokość odpraw została skrytykowana przez media. W następstwie ich wypłacenia Botín został postawiony przed sądem pod zarzutem sprzeniewierzenia środków i nieodpowiedzialnego zarządzania. W kwietniu 2005 r. sąd uniewinnił Botína, a odprawy dla dwóch byłych dyrektorów w łącznej kwocie 164 mln EUR uznał za legalne wynagrodzenie za usługi świadczone na rzecz banku. W tym samym roku departament ds. korupcji hiszpańskiej prokuratury oczyścił Botína ze wszystkich zarzutów postawionych w osobnym postępowaniu, w którym oskarżono go o wykorzystywanie poufnych informacji w obrocie papierami wartościowymi.
13 sierpnia 2007 r. Banco Santander Central Hispano zmienił nazwę prawną na Banco Santander.

### Przejęcia
W 1996 r. Banco Santander przejął Grupo Financiero InverMexico.
W 2000 r. Banco Santander Central Hispano nabył Grupo Financiero Serfin of Mexico.
26 lipca 2004 r. Banco Santander Central Hispano ogłosił przejęcie Abbey National plc. Po wyrażeniu zgody na transakcję przez akcjonariuszy Abbey (95% głosów oddano za przejęciem mimo głośnego sprzeciwu większości osób obecnych na walnym zgromadzeniu spółki) i Banco Santander oraz formalnym zatwierdzeniu jej przez sądy, bank Abbey stał się częścią Grupy Santander 12 listopada 2004 r.
W czerwcu 2006 r. Banco Santander Central Hispano nabył niemal 20% akcji w Sovereign Bank wraz z opcją zakupu całego banku w ciągu roku, licząc od połowy 2008 r. (w tamtym czasie kurs akcji Sovereign wynosił ok. 40 USD).
W maju 2007 r. Banco Santander Central Hispano powiadomił, że wspólnie z Royal Bank of Scotland oraz Fortis złoży ofertę zakupu banku ABN AMRO. Oferta zakładała, że BSCH przypadnie 28% działalności holenderskiego banku. Transakcja miała zostać sfinansowana z kapitału uzyskanego dzięki emisji nowych akcji. W październiku 2007 r. konsorcjum przebiło ofertę banku Barclays i nabyło ABN AMRO. W ramach transakcji Grupa Santander przejęła kontrolę nad spółkami zależnymi ABN AMRO w Brazylii i Włoszech: Banco Real i Banca Antonveneta.
13 sierpnia 2007 r. Banco Santander Central Hispano zmienił nazwę prawną na Banco Santander. W listopadzie tego samego roku bank sprzedał Banca Antonveneta włoskiemu Banca Monte dei Paschi di Siena, zachowując jednak spółkę zależną Antonveneta, Interbanca. W marcu 2008 r. GE Commercial Finance odkupiło Interbanca od Banco Santander. W zamian Santander przejął placówki GE Money działające w Niemczech, Finlandii i Austrii oraz działalność GE w zakresie sprzedaży kart kredytowych oraz kredytów samochodowych w Wielkiej Brytanii. Nabyte jednostki stały się częścią Santander Consumer Finance.
W lipcu 2008 r. Grupa Santander wyraziła zamiar przejęcia brytyjskiego banku Alliance & Leicester, posiadającego 254 oddziałów i depozyty warte 24 bln GBP. We wrześniu 2008 r. Santander nabył również depozyty (22 mld GBP) oraz sieć oddziałów (197 oddziały i 140 placówek partnerskich obsługujących 2,6 mln klientów) banku Bradford & Bingley. Zakup Alliance & Leicester sfinalizowano w październiku 2008 r., kiedy akcje B&B zostały wycofane z obrotu na Londyńskiej Giełdzie Papierów Wartościowych. Do końca 2010 r. oba banki połączyły się z Abbey National pod szyldem Santander UK.
W październiku 2008 r. Grupa Santander ogłosiła zakup 75,65% akcji Sovereign Bancorp za ok. 1,9 mld USD (1,4 mln EUR). Z powodu panującego w tym czasie kryzysu finansowego kurs akcji Sovereign był znacznie niższy niż w chwili uzgadniania transakcji w 2006 r.: zamiast 40 USD Banco Santander zapłacił za jedną akcję mniej niż 3 USD. Zakup Sovereign sprawił, że Santander został właścicielem największego banku detalicznego w kontynentalnej części Stanów Zjednoczonych. W październiku 2013 r. nazwa banku została zmieniona, aby zwiększyć rozpoznawalność marki Santander na rynkach światowych.
14 grudnia 2008 r. ujawniono, że straty poniesione przez Banco Santander w wyniku upadku piramidy finansowej Bernarda Madoffa mogły wynieść nawet 2,33 bln EUR.
10 listopada 2009 r. spółka HSBC Finance Corporation oznajmiła, że jej jednostki udzielające kredytów samochodowych doszły do porozumienia z Santander Consumer USA Inc. (SC USA) w sprawie sprzedaży tej części działalności HSBC US wraz z należnościami z tytułu kredytów samochodowych o łącznej wartości 1 mld USD za 904 mln USD w gotówce. Firmy powiadomiły także o zawarciu umowy, na mocy której Santander przejmie obsługę likwidowanego portfela kredytów motoryzacyjnych HSBC w USA. Transakcja została zakończona w pierwszym kwartale 2010 r.
We wrześniu 2010 r. Banco Santander nabył od grupy Allied Irish Banks Bank Zachodni WBK. 28 lutego 2012 r. Santander ogłosił, że przejmie od KBC Banku polską spółkę zależną KBC, Kredyt Bank. GrupaSantander połączyła Kredyt Bank z BZ WBK, dzięki czemu ten ostatni stał się trzecim pod względem wielkości bankiem w Polsce, wycenianym na ok. 5 mld EUR (6,7 mld USD) i obsługującym ponad 3,5 mln klientów detalicznych. Po fuzji udział w rynku BZ WBK wyniósł 9,6% pod względem depozytów, 8,0% pod względem kredytów i 12,9% pod względem liczby oddziałów (899). Banco Santander objął 76,5% akcji połączonego banku, natomiast KBC przypadło 16,4%. Około 7,1% udziałów trafiło do innych akcjonariuszy. Santander wyraził zamiar odkupienia części akcji KBC, tak aby zmniejszyć udział belgijskiej firmy do poziomu poniżej 10%. KBC zgodził się na transakcję, w wyniku której hiszpański bank stał się właścicielem 75% BZ WBK. Reszta akcji znajduje się obecnie w wolnym obiegu.
W październiku 2013 r. Grupa Santander nabyła za ok. 140 mln EUR 51% akcji w finansowym segmencie spółki El Corte Inglés, największej hiszpańskiej firmie udzielającej kredytów konsumenckich.
W czerwcu 2014 r. Santander kupił za 700 mln EUR (950 mln USD) GE Money Bank AB, spółkę grupy GE Capital prowadzącą działalność w zakresie finansowania konsumentów w Szwecji, Norwegii i Danii.
We wrześniu 2014 r. ujawniono, że Santander prowadzi rozmowy w sprawie połączenia swojej spółki zajmującej się zarządzaniem aktywami z analogiczną jednostką Unicredit w celu stworzenia instytucji na skalę europejską z aktywami o wartości 350 mld EUR.
W listopadzie 2014 r. Banco Santander nabył 5,1% akcji w firmie Monitise Plc, płacąc za nie 33 mln GBP.
7 czerwca 2017 r. Santander kupił Banco Popular Español za symboliczną cenę 1 EUR.

### Oddziały w Hiszpanii
W grudniu 2012 r. Banco Santander ogłosił, że wchłonie posiadane przez siebie hiszpańskie banki Banesto i Banco BANIF. W ramach operacji Santander wykupił 10% akcji Banesto, których jeszcze nie był właścicielem.

## Działalność operacyjna
Grupa Santander prowadzi działalność w Europie, Ameryce Łacińskiej, Ameryce Północnej i Azji (po części dzięki dokonanym przejęciom). W 2013 r. miała ona ponad 186 000 pracowników, 14 392 oddziałów, 3,26 mln akcjonariuszy i 102 mln klientów. Bankowość detaliczna – podstawowa działalność Grupy Santander – generuje 74% jej zysków.

### Europa
- Austria

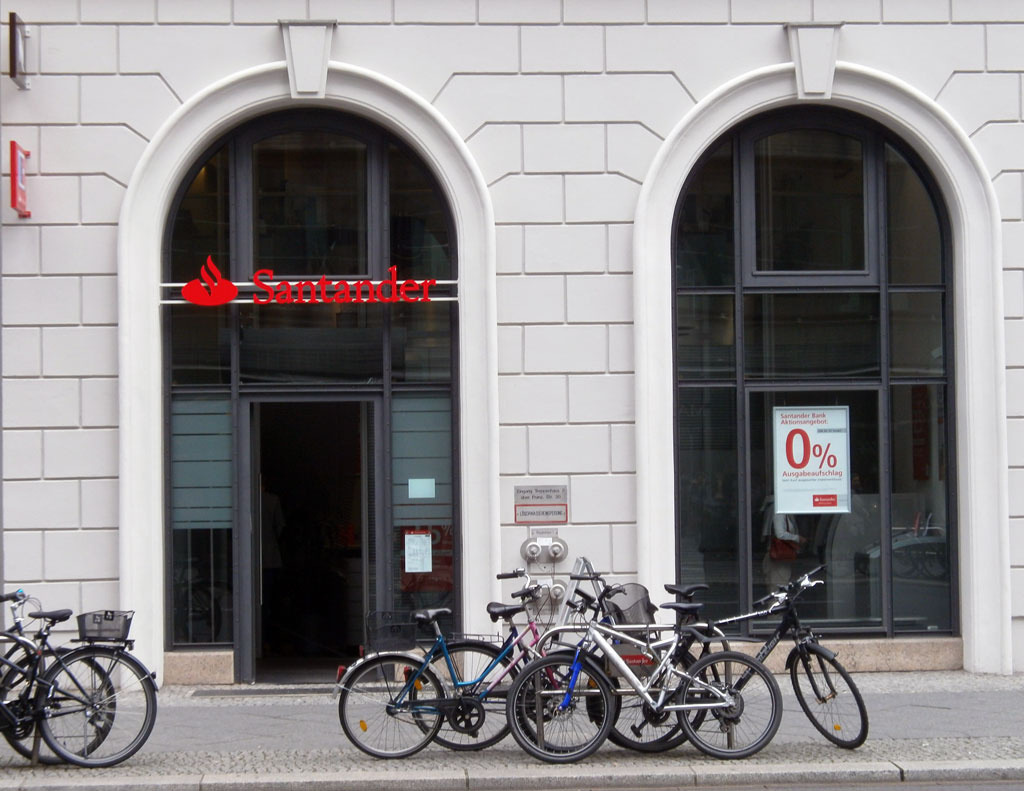
Placówka banku w Berlinie (Niemcy)

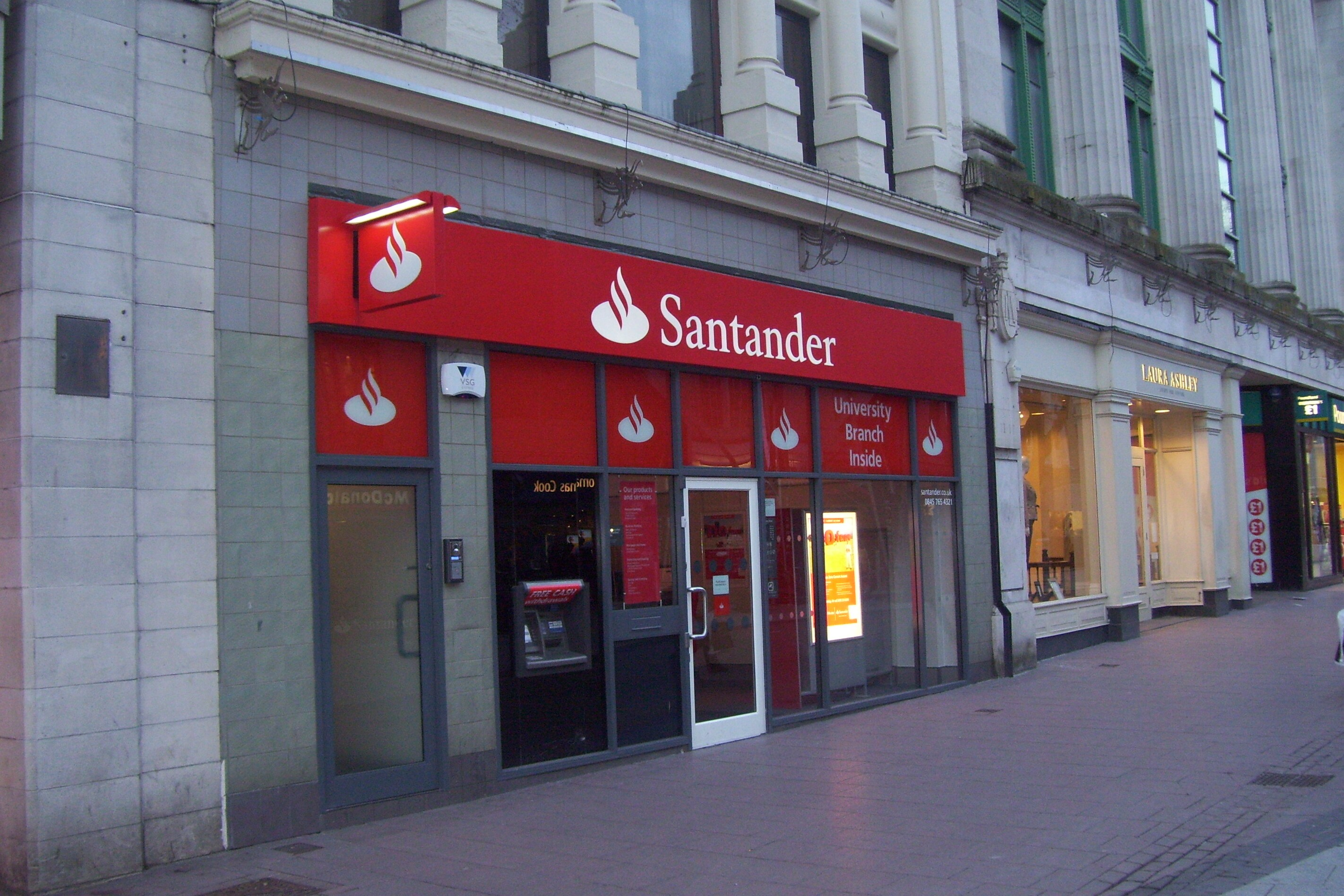
Siedziba banku w Cardiff (Wielka Brytania)

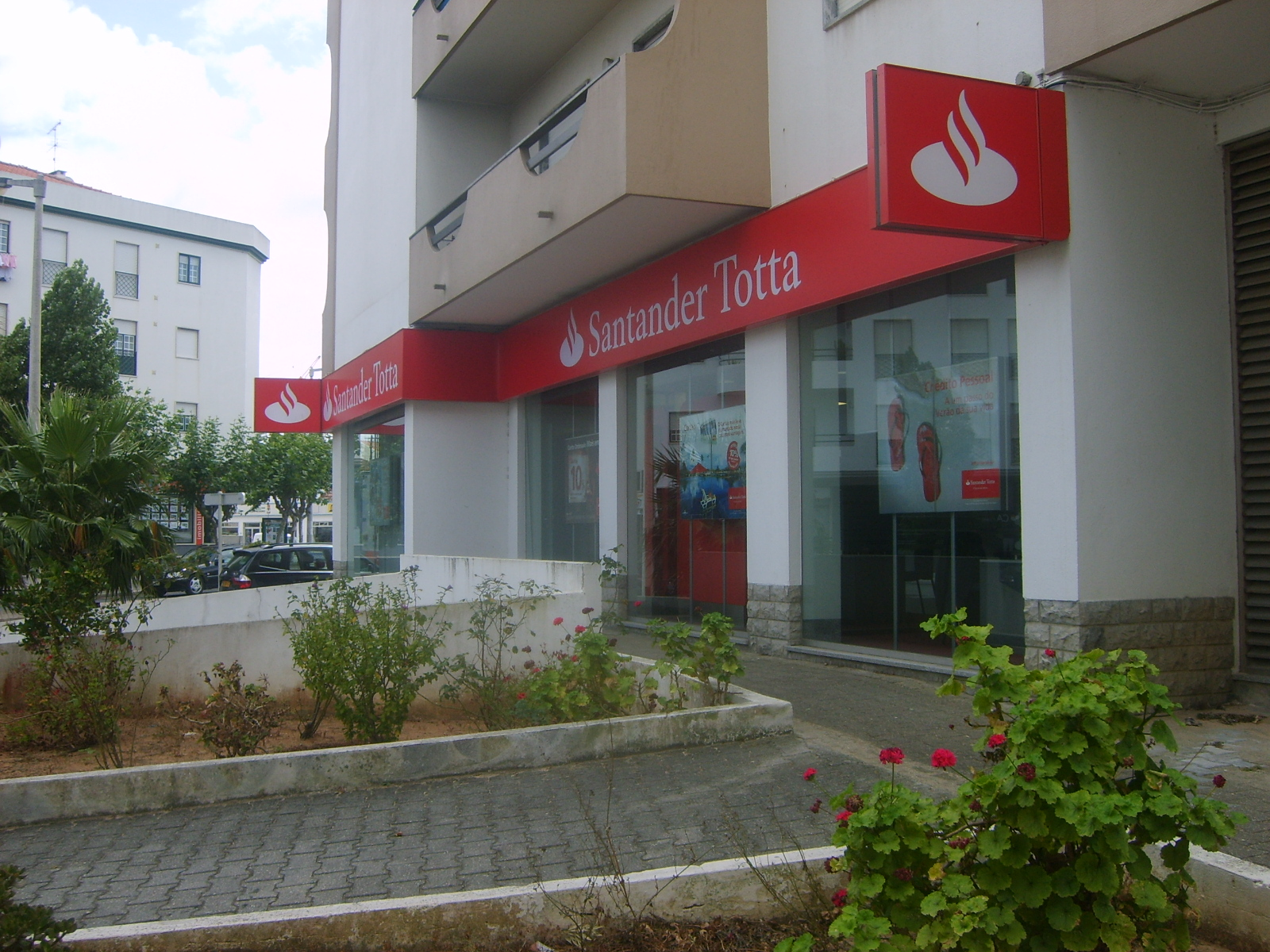
Siedziba banku w Lourinhã (Portugalia)

  - Santander Consumer Bank Austria AG
- Belgia
  - Santander Consumer Finance Benelux B.V.
- Dania
  - Santander Consumer Bank AS
- Finlandia
  - Santander Consumer Finance Oy
- Francja
  - Banco Santander S.A. – przedstawicielstwo w Paryżu
- Hiszpania
  - Banco Santander
  - Banco Popular Español
  - Banco Pastor
  - Santander Consumer Finance
  - Openbank
  - WiZink
- Holandia
  - Santander Consumer Finance Benelux B.V.
- Jersey (Wielka Brytania)
  - Santander Private Banking
- Luksemburg
  - Banco Santander Totta S.A
- Niemcy
  - Santander Consumer Bank AG
  - Santander Bank (filia Santander Consumer Bank AG)
  - Santander Consumer Debit GmbH
  - Santander Consumer Leasing GmbH
- Norwegia
  - Santander Consumer Bank AS
- Polska
  - Santander Bank Polska
  - Santander Consumer Bank S.A.
- Portugalia
  - Banco Santander Consumer Portugal, S.A.
  - Hispamer
  - Banco Santander Totta S.A.
  - Banco Popular Portugal
- Szwajcaria
  - Santander Private Banking
- Szwecja
  - Santander Consumer Bank AS
- Wielka Brytania
  - Santander UK
  - Cahoot
  - Cater Allen
  - Isle of Man branch
  - Santander Consumer (UK) plc
  - Santander Totta
- Włochy
  - Santander Consumer Bank S.p.a
  - Santander Private Banking

### Ameryki
- Argentyna
  - Banco Santander Río
- Brazylia
  - Banco Santander Brasil
- Chile
  - Banco Santander-Chile
  - Banco Santander Banefe
- Kolumbia

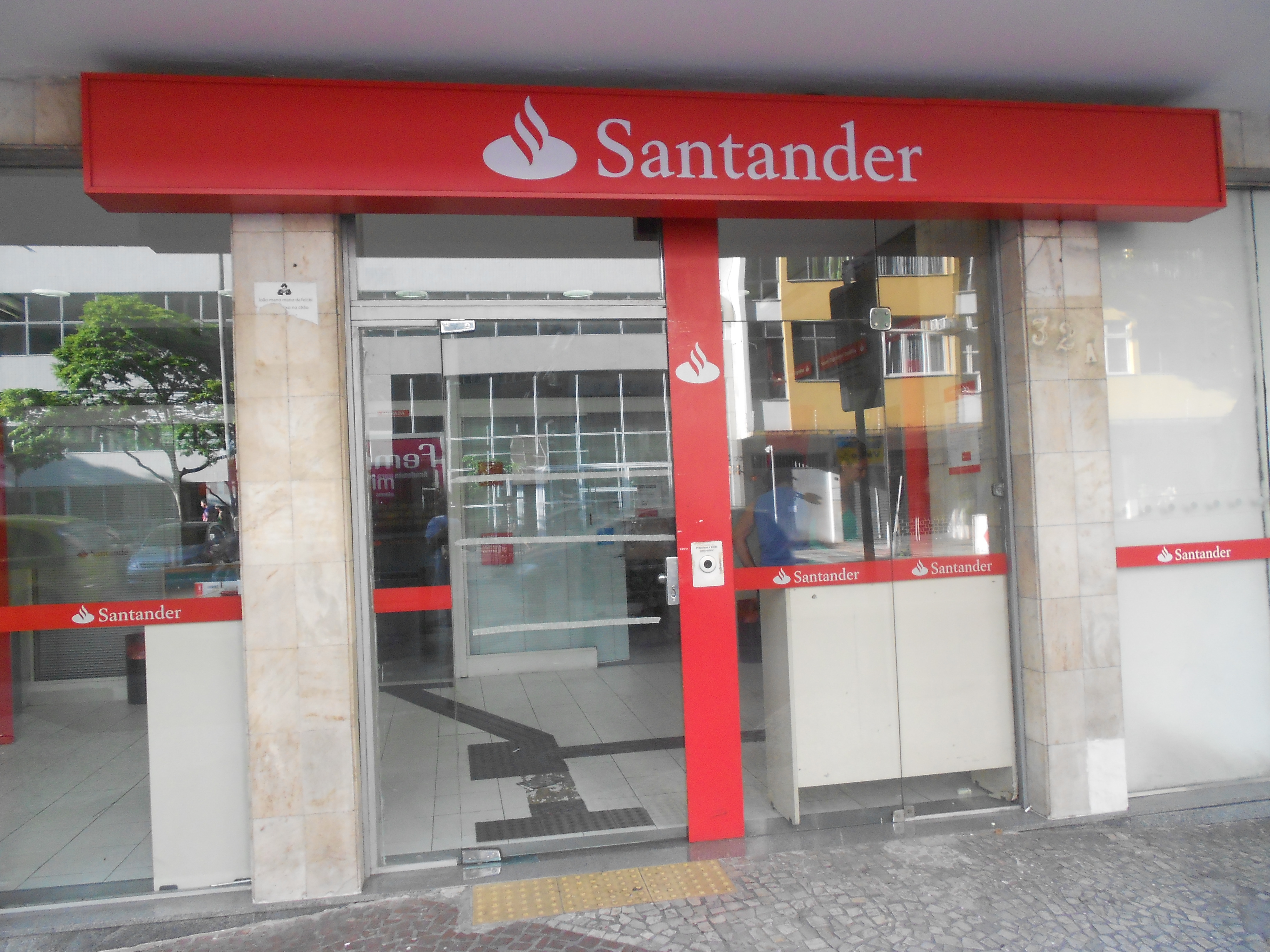
Santander Bank w Rio de Janeiro (Brazylia)

  - Banco Santander de Negocios Colombia S.A.
- Meksyk
  - Banco Santander (México) S.A.
- Peru
  - Banco Santander Perú S.A.
- Portoryko
  - Banco Santander Puerto Rico
  - Santander Overseas Bank
- Stany Zjednoczone
  - Santander Private Banking
  - Santander Bank
  - Santander Consumer USA
  - Santander Global Banking & Markets
  - RoadLoans
  - HelpingLoans
  - TotalBank (Miami Dade)
- Urugwaj
  - Banco Santander Uruguay

### Azja i Australia
- Australia
  - Banco Santander, S.A. – oddział w Sydney
- Chiny
  - Banco Santander, S.A. – oddział w Szanghaju
  - Banco Santander, S.A. – oddział w Pekinie
- Hongkong
  - Banco Santander, S.A. – oddział w Hongkongu
- Japonia
  - Banco Santander, S.A. – przedstawicielstwo w Tokio
- Korea Południowa
  - Banco Santander, S.A. – przedstawicielstwo w Seulu
- Singapur
  - Banco Santander, S.A. – oddział w Singapurze

### Afryka
- Attijariwafa Bank (4.55% share)

10 czerwca 2010 r. Grupa Santander ogłosiła, że zainwestuje ok. 270 mln USD (200 mln EUR) w budowę, w Campinas w Brazylii, centrum przetwarzania danych i badań technologicznych, które wesprze działalność Grupy w Ameryce Północnej i Południowej. Nowe centrum powstało na obszarze 1 mln m² znajdującym się w parku technologicznym zarządzanym przez firmę Companhia de Desenvolvimento do Pólo de Alta Tecnologia de Campinas (Ciatec). Prace budowlane rozpoczęły się w styczniu 2011 r. Centrum rozpoczęło działalność w 2014 r., tworząc (pośrednio bądź bezpośrednio) ponad 8000 miejsc pracy.
W 2013 r. Banco Santander sprzedał funduszom inwestycyjnym General Atlantic i Warburg Pincus LLC 50% akcji w swojej spółce Santander Asset Management, które odkupił z powrotem w 2017 r.

## Sponsoring WFormule 1
- Vodafone McLaren Mercedes[11] – w latach 2007-2017
- Scuderia Ferrari Marlboro[12] – w latach 2010–2017, ponownie od 2022 r.

1 grudnia 2008 r. bank ogłosił, że w związku z podpisaniem umowy z Ferrari zakończy w 2010 r. współpracę z grupą McLaren, jednak we wrześniu 2009 r. wycofał się z tej deklaracji. Wpływ na to miały badania, które wskazały, że dzięki sponsorowaniu zespołu McLaren rozpoznawalność marki Santander w Wielkiej Brytanii wzrosła z 20 do 80%.
Banco Santander sponsoruje także rozgrywane w Ameryce Południowej turnieje piłki nożnej Copa Libertadores, Copa Sudamericana i Recopa Sudamericana. Na mocy podpisanej w 2017 r. umowy Grupa Santander zostanie ponadto na trzy lata, zaczynając od sezonu 2018/2019, głównym sponsorem Ligi Mistrzów UEFA.